# Inbentos
Inbentos, herpobentos – podgrupa bentosu żyjąca w osadzie dennym zbiornika wodnego.
Stosując jako kryterium charakter dna, inbentos dzieli się na:
- liton – wykształca się na dnie kamienistym. Zwierzęta tej biocenozy mają zdolność silnego przywarcia do podłoża
- psammon – wykształca się na dnie piaszczystym. Zwierzęta tej biocenozy są przystosowane do sypkości podłoża
- pelon – wykształca się na dnie mulistym (osady drobne mineralne lub organiczne)

Do inbentosu zalicza się np. słodkowodne larwy niektórych jętek (np. Ephemera sp.), larwy ochotkowatych czy skąposzczety.